# Augusta von Harrach
Augusta von Harrach  zu Rohrau und Thannhausen (ur. 30 sierpnia 1800, zm. 5 czerwca 1873 w Bad Homburg) –  księżna legnicka (niem. Fürstin von Liegnitz), hrabina von Hohenzollern.
Augusta była córką Ferdinanda Josepha hrabiego von Harrach zu Rohrau und Thannhausen (1763-1841) oraz Christiane von Rayski (1767-1830). W 1822 w uzdrowisku w Cieplicach (Czechy) poznała Fryderyka Wilhelma III Pruskiego (1770-1840), króla Prus, którym był wdowcem od dwunastu lat. 9 listopada 1824 w Charlottenburgu para zawarła związek małżeński. Ponieważ Augusta była katoliczką i nie pochodziła z rodziny królewskiej, związek był ukrywany w tajemnicy. Ich małżeństwo było morganatyczne, więc Augusta nie została królową Prus, ale otrzymała tytuły księżnej legnickiej i hrabina von Hohenzollern. 25 maja 1826 przeszła na protestantyzm. Funkcjonowała poza oficjalnym życiem dworskim w Berlinie,  plasowała się za wszystkimi książętami i księżnymi z rodziny Hohenzollernów. Nie była aktywna politycznie i nie miała dzieci. Opiekowała się Fryderykiem Wilhelmem, który zmarł w 1840. Z powodów protokolarnych nie pozwolono jej uczestniczyć w jego pogrzebie. Augusta otrzymała duży zasiłek i zgodę, aby nadal mogła mieszkać w pałacu królewskim jako wdowa. W późniejszych latach odbyła wiele podróży, m.in. do Włoch i Anglii. Została pochowana obok męża w mauzoleum znajdującym się w parku pałacu Charlottenburg.